# Josip Cvrtila
Josip Cvrtila (Jastrebarsko, 8. ožujka 1896. – Buenos Aires, 27. listopada 1966.), hrvatski dječji pisac, učitelj i pedagog.
Rođen u Jastrebarskom, porijeklom iz Donjeg Jesenja kraj Krapine, završio je učiteljsku školu u Zagrebu 1915. i službovao u Šartovcu, Cagincu, Bjelovaru (1927. – 1936.) i Zagrebu (1937. – 1945.). Uređivao je list Vrelo (1937. – 1941.).
Pisao je najvećim dijelom priče, pripovijetke, romane i igrokaze posvećene djeci.
Djela se ubrajaju se u sam vrh hrvatske dječje književnosti. 
6. svibnja 1945. prisiljen je bio ostaviti obitelj, ženu i šestero djece i napustiti Zagreb jer jugokomunistički režim smatrao pisanje knjiga kršćanskim tematikama "zločinom".[nedostaje izvor]
Nakon boravka u izbjegličkom logoru Fermo 26. studenog 1947. odlazi u Argentinu.

## Djela
- Ivanjska noć, Zagreb, 1922.
- Tri dječaka, Zagreb, 1925.
- Mali pelivan i druge priče i pjesme za mladež, Zagreb, 1926.
- Gradić u dolini i druge pripovijesti, Zagreb, 1939.
- Bijelo prijestolje, Zagreb, 1933.
- Kalifov turban i druge pripovijesti, Zagreb, 1939.
- Seoce za gorom, Zagreb, 1940.
- Pastirska frulica, Zagreb, 1943.
- Dobra zemlja : pripovijest iz seljakog života, Krapina, 1997.

## Vanjske poveznice
- Dobra zemlja  Arhivirana inačica izvorne stranice od 18. studenoga 2008. (Wayback Machine)
- https://enciklopedija.hr/clanak/13078